# Valpovački godišnjak
Valpovački godišnjak, zavičajna publikacija, svojevrsna mala enciklopedija Valpovštine, već dvadeset godina u redovitom izdanju valpovačkog ogranka Matice hrvatske. Uređuje ga tajnik Ogranka Stjepan Najman. Od prvog broja 1996. do danas objavljeno je i javnosti predstavljeno mnoštvo zanimljivih tema iz bogate baštine Valpova i Valpovštine. 
Među člancima o kulturnoj i spomeničkoj baštini, prošlosti i sadašnjosti društvenog, kulturnog, vjerskog, školskog i sportskog života stanovnika ovoga kraja, obrađen je i popriličan broj do sada slabo istraženih i gotovo nepoznatih tema vezanih uz Valpovštinu, a pisano je i o suvremenim događanjima. 
Za Valpovački godišnjak pišu uglavnom amateri i ljubitelji baštine iz svih mjesta Valpovštine, no u svakom se broju nađe i pokoji članak stručnjaka; povjesničara, biologa, muzikologa i drugih koji istražuju baštinu Valpovštine. Vrijednost objavljenih priloga očituje se i u tome što Nacionalna i sveučilišna knjižnica u Zagrebu svake godine u svoj katalog zasebno uvrsti po nekoliko kvalitetnih članaka iz svakog Godišnjaka. «Tekstovi su pisani znanjem i srcem te gotovo nikada ne otkliznu u patetiku svojstvenu nekim regionalnim izdanjima sličnog tipa», rečenica je iz prikaza jednoga od Valpovačkih godišnjaka u "Vijencu", novinama Matice hrvatske.

## Statistika Valpovačkog godišnjaka
U prvih 15 brojeva uvršteno je: 
- članaka: 466
- autora: 124
- slika i ilustracija: 1241
- ukupno stranica: 3057